# Christoph Hintschich
Christoph Hintschich – niemiecki okulista specjalizujący się w chirurgii okuloplastycznej i rekonstrukcyjnej. Profesor w klinice okulistyki Uniwersytetu Ludwika i Maksymiliana w Monachium.

## Życiorys
Medycynę studiował na Uniwersytecie Johanna Wolfganga Goethego we Frankfurcie nad Menem (1977-1980) oraz na Uniwersytecie Ludwika i Maksymiliana w Monachium (1980-1984), gdzie uzyskał stopień doktorski w 1985. Krótki staż w zakresie medycyny tropikalnej odbył w Hamburgu (1985). Na macierzystej uczelni w Monachium najpierw krótko stażował w zakresie anestezjologii (1986) a następnie odbył specjalizację z okulistyki pod kierunkiem ówczesnego szefa uniwersyteckiej kliniki okulistycznej Otto-Ericha Lunda (1987-1991). 
Umiejętności w zakresie chirurgii okuloplastycznej powiek doskonalił w latach 1989-1992 pod kierunkiem Charlesa Beyera-Machulego. Habilitował się w 1999 na podstawie rozprawy pt. Struktur- und Volumenveränderungen bei erworbenem Anophthalmus - das Postenukleationssyndrom. W 2002 został powołany na stanowisko profesora okulistyki (poziom C3 w niemieckim systemie kariery akademickiej) macierzystej uczelni. W monachijskiej klinice uniwersyteckiej pracuje na stanowisku Oberarzt (jest odpowiedzialny za zabiegi okuloplastyczne powiek i oczodołu).
W pracy klinicznej specjalizuje się w: chirurgii okuloplastycznej i rekonstrukcyjnej powiek; chirurgii estetycznej powiek, oczodołu i okolic oczodołowych; chirurgicznym i niechirurgicznym leczeniu nowotworów powiek, spojówek, oczodołu i okolic; chirurgii oczodołu; rehabilitacji chirurgicznej w orbitopatii tarczycowej oraz w chirurgii kanalików łzowych.
Jest autorem i współautorem szeregu artykułów publikowanych w wiodących czasopismach okulistycznych, m.in. w „Graefe's Archive for Clinical and Experimental Ophthalmology", „Orbit", „Der Ophthalmologe", „Klinische Monatsblätter für Augenheilkunde", „Acta Ophthalmologica", „Journal of Cataract and Refractive Surgery" oraz „British Journal of Ophthalmology".
Należy do Niemieckiego Towarzystwa Okulistycznego (Deutsche Ophthalmologische Gesellschaft, DOG), w ramach którego należy do kierownictwa  sekcji chirurgii okuloplastycznej i rekonstrukcyjnej. Jest też członkiem Europejskiego Towarzystwa Chirurgii Okuloplastycznej i Rekonstrukcyjnej (European Society of Ophthalmic Plastic and Reconstructive Surgery, ESOPRS) oraz Niemieckiego Towarzystwa Chirurgii Okuloplastycznej i Rekonstrukcyjnej (Deutsche Gesellschaft für Plastische und Wiederherstellungschirurgie, DGPW).